# 歧路旅人II
《歧路旅人II》（中国大陆又译作）是史克威尔艾尼克斯和Acquire开发的电子角色扮演游戏。本作是2018年游戏《歧路旅人》的续作，并采用全新角色阵容和舞台。游戏於2023年2月24日全球发售，Xbox版最初定于2024年初发售，后延期至6月6日，并同步加入Xbox Game Pass（主机、PC、云）游戏库。

## 游戏玩法
与前作相似，本游戏采用传统的JRPG玩法。玩家可以控制八个独立的角色，在游戏世界中展开各自的冒险之旅。同样，每个角色都有自己的「旅行技能」（日语：フィールドコマンド，或译作「地图技能」）——玩家与游戏世界中的NPC进行互动的特殊方式，借此获得奖励物品或有助于他们事业的角色。续作中的新特点是游戏中有明显的“白天”和“夜晚”两个时间段，而旅行技能在不同时间段会有所不同。例如，在白天，玩家可以选择让剑士光与其他NPC进行决斗以学习新的战斗技能；而在夜晚，玩家则可以选择花费叶币（游戏中的货币）贿赂NPC以获取信息或物品。
本作保留了第一部游戏的回合制战斗系统，包括“破防（英語：break）”和“增幅（英語：boost）”系统。每个敌人都有一些隐藏的“弱点”属性，与特定的武器或元素相克。一旦发现，屏幕上会显示指示，并且如果充分利用这些弱点，敌人会陷入破防状态，实力暂时被削弱。每回合都会积累“增幅点数”，可在未来的回合中用于额外的行动。战斗系统的新特点是“潜能技能”，这是每个角色独有的特殊能力，在受到伤害或破坏敌人时会恢复。

## 登场主角
本作的主角是八位旅人。和前作一样，每位主角的名字首字母可以拼成「OCTOPATH」。

### 光庫（Hikari）
- 配音：松田洋治
- 職業：劍士
- 年齡：21歲
- 白天的旅行技能：向城镇居民发起比試
- 夜晚的旅行技能：用金钱从居民获取情报
- 行動技能：與對手比試勝利後可以學習對方的技能
- 固有潛力：陰之力（解放內心的黑暗）

位於沙塵漫天的丙午地區之庫國的第二王子，心地善良、關心百姓，不拘泥於身份地位。他對窮兵黷武的國家及深受其害的百姓感到無比憂心。由於祖國被兄長叛變奪取，他踏上尋找昔日戰友的旅途。

### 索洛涅·安古斯（Throné Anguis）
- 配音：田中理惠
- 職業：盜賊
- 年齡：23歲
- 白天的旅行技能：向城镇居民偷取財物
- 夜晚的旅行技能：用偷襲直接擊暈居民
- 行動技能：夜晚期間每場開始戰鬥時，我方全員獲得名為「暗夜的加護」的特殊效果，該效果於戰鬥後結束
- 固有潛力：殘影（行動次數多一回）

位於繁華都會布萊蘭多地區，掌控城鎮金權的「黑蛇盜賊團」一員，個性冷靜，但也有喜愛動物的一面。
為了擺脫被組織束縛的現況，她決心脫離黑蛇盜賊團因而踏上旅途。

### 亞格妮雅·普利斯塔尼（Agnea Bristarni）
- 配音：水瀨祈
- 職業：舞孃
- 年齡：18歲
- 白天的旅行技能：有機率魅惑居民，跟隨我方並協助戰鬥
- 夜晚的旅行技能：向居民討要財物，依角色等級決定成敗
- 行動技能：根據居民不同而發生不同效果的即興舞會。
- 固有潛力：團結（能將單體技能轉換成全體技能）

在森林廣袤的里夫蘭多地區的鄉下小酒館跳舞賣藝，性格開朗樂觀。
為了成為像母親一樣的巨星，踏上了旅程。

### 帕爾特提歐·耶洛威爾（Partitio Yellowil）
- 配音：中井和哉
- 職業：商人
- 年齡：24歲
- 白天的旅行技能：向居民用葉幣收購商品
- 夜晚的旅行技能：用葉幣雇傭居民一起同行
- 行動技能：同行的居民做生意時，得到各式各樣優惠。
- 固有潛力：幹勁（增幅點數累積至最大值）

在荒野無邊的外爾蘭多地區經歷興衰的開拓者，從父親那裡學會了一身做生意的本領。性格豪爽又勇敢。
由於過去曾被騙走銀礦權利，吃了不少苦頭，他踏上旅途尋找能拯救世界上貧苦人民的商機。

### 歐茲巴德·V·梵休坦（Osvald Von Vanstein）
- 配音：中田讓治
- 職業：學者
- 年齡：38歲
- 白天的旅行技能：向城鎮居民探查情報
- 夜晚的旅行技能：通過戰鬥從居民搶奪財物
- 行動技能：戰鬥開始時發現敵方的弱點，多次遇到同種敵方，會顯示出更多弱點
- 固有潛力：魔法收斂化（魔法效果由全體變為單體，但威力上升）

被囚禁天寒地凍的溫特蘭多地區外海監獄島上的魔法學者。他致力於研究魔法的第七根源。性格寡言、言語笨拙，是一位以理性思考為主的人。
因被誣陷殺害妻女，決心向真正的兇手哈維復仇，最終從監獄島成功越獄並踏上旅程。

### 特梅諾思·密斯特拉爾（Temenos Mistral）
- 配音：石田彰
- 職業：神官
- 年齡：30歲
- 白天的旅行技能：用引導讓人們同行，跟隨我方並協助戰鬥
- 夜晚的旅行技能：通過戰勝對方來揭發情報
- 行動技能：夜晚開始戰鬥時，敵方全員獲得3回的月光裁決效果
- 固有潛力：定罪（所有攻擊皆能削減防禦點數）

任職於群山連綿的克雷斯特蘭多地區的異端審問官。個性飄忽不定，讓人難以捉摸。
為了揭開聖焰教會內部發生事件的真相，他踏上旅途尋找線索。

### 卡絲蒂·弗洛倫茲（Castti Florenz）
- 配音：根谷美智子[9]
- 職業：藥師
- 年齡：29歲
- 白天的旅行技能：從城鎮居民打聽小道消息
- 夜晚的旅行技能：用睡眠藥讓居民進入夢鄉
- 行動技能：可以通過調和藥物素材進行傷害與恢復
- 固有潛力：節約（調配藥物無需消耗素材）

在漂流之際被前往港口城市哈伯蘭多地區的船隻所救，僅有一個出診包和身為藥師的本事。
在成功查明並解決當地的疫病原因後，她為了尋找關於自身記憶的線索而踏上旅途。

### 歐修忒（Ochette）
- 配音：平野绫[9]
- 職業：獵人
- 年齡：20歲
- 白天的旅行技能：「唆使」魔物向居民發生戰鬥
- 夜晚的旅行技能：用料理收買居民與之同行
- 行動技能：可以捕獲魔物協助戰鬥，或把牠們加工成料理
- 固有潛力：獸之力（解放內心的野獸）

生活在杜杜赫赫島的獵人，個性悠哉，有點貪吃，但本性善良溫柔。
在得知每四百年一次、被稱為「緋月之夜」的災厄即將降臨後，為了召集散布在索利斯提亞各地的傳說魔物，踏上旅程。

## 开发
游戏最早是在2022年9月13日的任天堂Direct广播中宣布的，几天后在东京电玩展上展示了首次实时游戏画面。同系列前作《八方旅人/歧路旅人：大陸的霸者》一样，游戏采用了一个被称为“HD-2D”的图形风格，这种风格重新创造了16位时代的2D像素图形风格，并以高清的3D二次元立体画风格呈现。在宣布的时候，游戏已经估计完成了大约90%。游戏于2023年2月24日发布，适用于任天堂Switch、PlayStation 4、PlayStation 5和Windows平台。游戏还有一个限量版，包括八个主要角色的人偶和一本艺术书。游戏在发布之前于Switch、PlayStation和Steam上提供了一个试玩版。
先前史克威尔艾尼克斯与微软双方曾一度传出关系恶化的流言，间接导致了今年史艾旗下新游戏在Xbox平台上的缺席。2023年7月29日，史克威尔艾尼克斯首席执行官桐生隆司表示期望“未来将为Xbox带来更多的史克威尔艾尼克斯旗下游戏”，宣布与微软加强合作关系，以寻求双方关系的改善。本作Xbox版移植的消息于2023年9月东京电玩展期间对外宣布，预定将于2024年初登陆Xbox Series X/S、Xbox One平台。

## 外部連結
- 官方网站：日文版